# Fanny Stollárová
Fanny Stollárová (maďarsky: Stollár Fanny, * 12. listopadu 1998 Maďarsko) je maďarská profesionální tenistka. Na juniorském grandslamu zvítězila s Dalmou Gálfiovou ve čtyřhře Wimbledonu 2015. Ve své dosavadní kariéře na okruhu WTA Tour vyhrála pět turnajů ve čtyřhře, z toho čtyři na budapešťském Hungarian Grand Prix. Čtyři deblové trofeje přidala v sérii WTA 125. V rámci okruhu ITF získala dva tituly ve dvouhře a patnáct ve čtyřhře.
Na žebříčku WTA byla ve dvouhře nejvýše klasifikována v listopadu 2018 na 114. místě a ve čtyřhře pak v červnu 2025 na 47. místě. Trénuje ji Adam Altschuler. Na juniorském kombinovaném žebříčku ITf nejvýše figurovala v říjnu 2015, kdy jí patřila 7. příčka. Trénuje ji Adam Altschuler.
V maďarském týmu Billie Jean King Cupu debutovala v roce 2016 ejlatským základním blokem 1. skupiny zóny Evropy a Afriky proti Bulharsku, v němž s Galfiovou vyhrály čtyřhru nad párem Jevtimovová a Šinikovová. Bulharky přesto zvítězily 2:1 na zápasy. Do roku 2025 v soutěži nastoupila k jedenácti mezistátním utkáním s bilancí 3–3 ve dvouhře a 6–1 ve čtyřhře.
Na Letních olympijských hrách mládeže 2014 v Nankingu vybojovala bronzovou medaili ve smíšené čtyřhře, v páru s Polákem Kamilem Majchrzakem.

## Tenisová kariéra

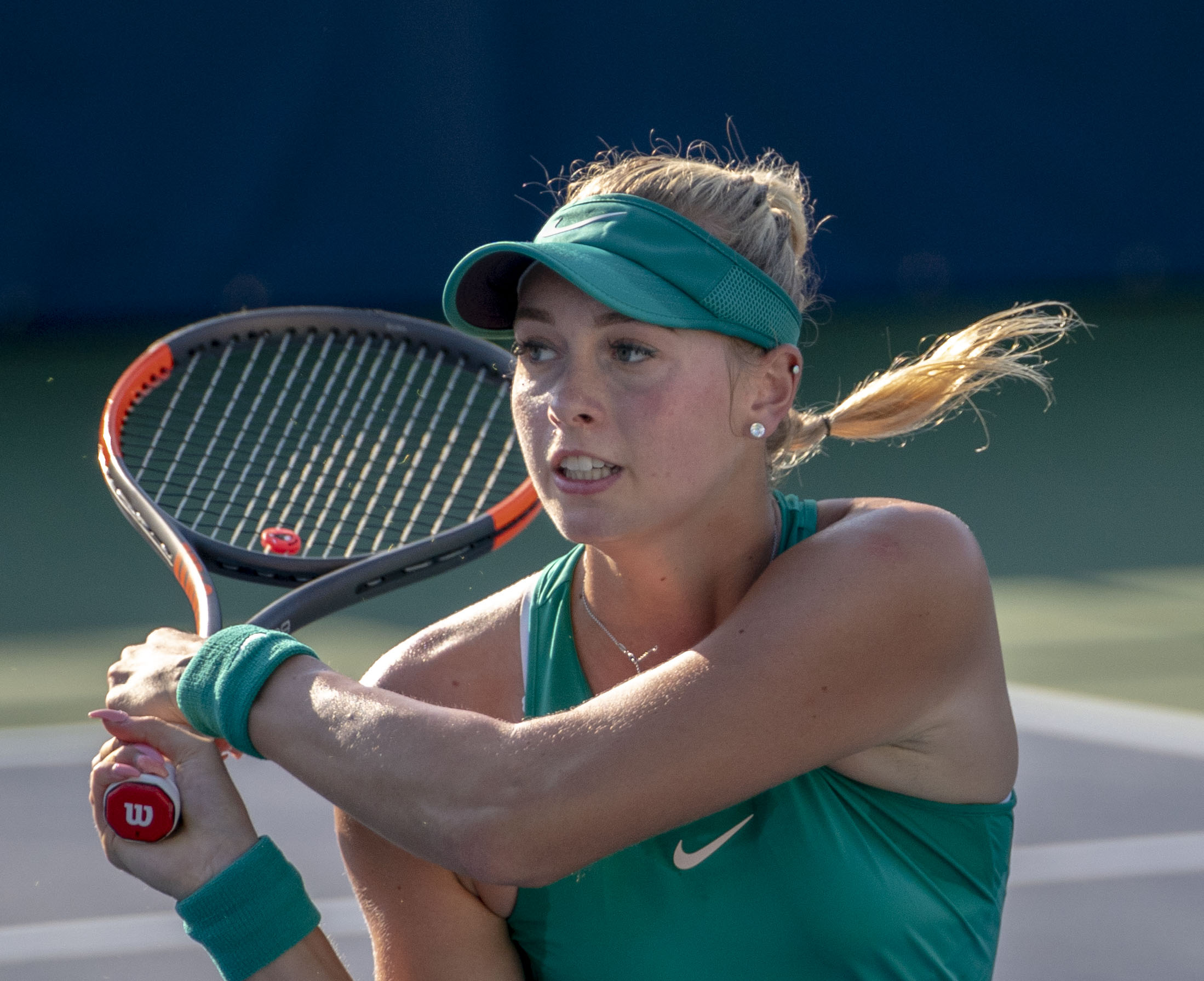
Bekhend na Citi Open 2018

V rámci hlavních soutěží událostí okruhu ITF debutovala v červnu 2014, když na turnaji v severoholandském Amstelveenu s dotací 10 tisíc dolarů postoupila z kvalifikace. Až v semifinále dvouhry podlehla Nizozemce Quirine Lemoineové z šesté světové stovky. Celkově tak vyhrála šest utkání v řadě. Premiérový singlový titul v této úrovni tenisu vybojovala během května 2015 na galatském turnaji s rozpočtem 10 tisíc dolarů. Ve finále přehrála Rumunku Georgii Crăciunovou figurující v deváté stovce žebříčku.
V singlu okruhu WTA Tour debutovala na únorovém Hungarian Ladies Open 2017 v Budapešti, kam obdržela divokou kartu. Na úvod vyřadila šedesátou devátou hráčku klasifikace Danku Kovinićovou. Poté získala jen dva gamy na německou turnajovou osmičku Anniku Beckovou. Na dubnovém Volvo Car Open 2017 v Charlestonu poprvé zdolala členku elitní světové dvacítky, když ve druhém kole vyřadila čtrnáctou v pořadí Jelenu Vesninovou. Ve čtvrtfinále však skrečovala Lotyšce Jeļeně Ostapenkové. O rok později opět na Volvo Car Open 2018 si ve druhé fázi poradila se světovou dvaadvacítkou Johannou Kontaovou, než ji v dalším duelu vyřadila Nizozemka Kiki Bertensová. Do prvního čtvrtfinále prošla na antukovém Nürnberger Versicherungscupu 2018 přes Heather Watsonovou. Její cestu pavoukem ukončila Kateřina Siniaková z šesté desítky. Do premiérového finále na túře WTA se probojovala ve čtyřhře Hungarian Ladies Open 2018. Po boku Španělky Georginy Garcíaové Pérezové porazily v boji o titul nejvýše nasazené, Belgičanku Kirsten Flipkensovou se Švédkou Johannou Larssonovou, až v rozhodujícím supertiebreaku.
Debut v hlavní soutěži nejvyšší grandslamové kategorie zaznamenala v ženském deblu Wimbledonu 2018, když s Garcíaovou Pérezovou postoupily z kvalifikace jako šťastné poražené. Ve druhém kole čtyřhry však nenašly recept na pozdější finalistky Nicole Melicharovou a Květu Peschkeovou.

## Finále na okruhu WTA Tour

### Čtyřhra: 11 (5–6)
| Legenda                                      |
| -------------------------------------------- |
| Grand Slam (0)                               |
| Turnaj mistryň (0)                           |
| Premier Mandatory & Premier 5 / WTA 1000 (0) |
| Premier / WTA 500 (0)                        |
| International / WTA 250 (5–6)                |

| Stav       | č. | datum         | turnaj                          | kategorie     | povrch    | spoluhráčka              | soupeřky ve finále                               | výsledek         |
| ---------- | -- | ------------- | ------------------------------- | ------------- | --------- | ------------------------ | ------------------------------------------------ | ---------------- |
| Vítězka    | 1. | únor 2018     | Budapešť, Maďarsko              | International | tvrdý (h) | Georgina García Pérezová | Kirsten Flipkensová Johanna Larssonová           | 4–6, 6–4, [10–3] |
| Finalistka | 1. | květen 2018   | Rabat, Maroko                   | International | antuka    | Georgina García Pérezová | Anna Blinkovová Ioana Raluca Olaruová            | 4–6, 4–6         |
| Finalistka | 3. | únor 2019     | Budapešť, Maďarsko              | International | tvrdý (h) | Heather Watsonová        | Jekatěrina Alexandrovová Věra Zvonarevová        | 6–4, 4–6, [7–10] |
| Finalistka | 3. | srpen 2019    | Washington, D.C., Spojené státy | International | tvrdý     | Maria Sanchezová         | Coco Gauffová Caty McNallyová                    | 2–6, 2–6         |
| Vítězka    | 2. | červenec 2021 | Budapešť, Maďarsko (2)          | WTA 250       | antuka    | Mihaela Buzărnescuová    | Aliona Bolsovová Tamara Korpatschová             | 6–4, 6–4         |
| Vítězka    | 3. | červenec 2023 | Budapešť, Maďarsko (3)          | WTA 250       | antuka    | Katarzyna Piterová       | Jessie Aneyová Anna Sisková                      | 6–2, 4–6, [10–4] |
| Vítězka    | 4. | červenec 2024 | Budapešť, Maďarsko (4)          | WTA 250       | antuka    | Katarzyna Piterová       | Irina Chromačovová Anna Danilinová               | 6–3, 3–6, [10–3] |
| Finalistka | 4. | říjen 2024    | Kanton, Čína                    | WTA 250       | tvrdý     | Katarzyna Piterová       | Kateřina Siniaková Čang Šuaj                     | 4–6, 1–6         |
| Finalistka | 5. | listopad 2024 | Ťiou-ťiang, Čína                | WTA 250       | tvrdý     | Katarzyna Piterová       | Kuo Chan-jü Mojuka Učidžimová                    | 6–7(5–7), 5–7    |
| Finalistka | 6. | leden 2025    | Hobart, Austrálie               | WTA 250       | tvrdý     | Monica Niculescuová      | Ťiang Sin-jü Wu Fang-sien                        | 1–6, 6–7(6–8)    |
| Vítězka    | 5. | červen 2025   | Rosmalen, Nizozemsko            | WTA 250       | antuka    | Irina Chromačovová       | Nicole Melichar-Martinezová Ljudmila Samsonovová | 7–5, 6–3         |

## Finále série WTA 125

### Čtyřhra: 4 (4–0)
| Legenda       |
| ------------- |
| WTA 125 (4–0) |

| Stav    | č. | datum       | turnaj              | povrch | spoluhráčka        | soupeřky ve finále                         | výsledek            |
| ------- | -- | ----------- | ------------------- | ------ | ------------------ | ------------------------------------------ | ------------------- |
| Vítězka | 1. | březen 2019 | Guadalajara, Mexiko | tvrdý  | Maria Sanchezová   | Cornelia Listerová Renata Voráčová         | 7–5, 6–1            |
| Vítězka | 2. | červen 2024 | Valencie, Španělsko | antuka | Katarzyna Piterová | Renata Zarazúová Angelica Moratelliová     | 6–1, 4–6, [10–8]    |
| Vítězka | 3. | září 2024   | Guadalajara, Mexiko | tvrdý  | Katarzyna Piterová | Angelica Moratelliová Sabrina Santamariová | 6–4, 7–5            |
| Vítězka | 4. | květen 2025 | Paříž, Francie      | antuka | Irina Chromačovová | Tereza Mihalíková Olivia Nichollsová       | 4–6, 7–6(5), [10–5] |

## Tituly na okruhu ITF
| Dotace turnajů okruhu ITF | Dotace turnajů okruhu ITF |
| ------------------------- | ------------------------- |
| 100 000 $ tournaments     | 80 000 $ tournaments      |
| 75 000 $ tournaments      | 60 000 $ tournaments      |
| 50 000 $ tournaments      | 25 000 $ tournaments      |
| 15 000 $ tournaments      | 10 000 $ tournaments      |

### Dvouhra (2 tituly)
| Č. | datum       | turnaj                 | povrch | poražená finalistka | výsledek      |
| -- | ----------- | ---------------------- | ------ | ------------------- | ------------- |
| 1. | květen 2015 | Galați, Rumunsko       | antuka | Georgia Crăciunová  | 2–6, 6–4, 7–5 |
| 2. | květen 2023 | Orlando, Spojené státy | antuka | Dalayna Hewittová   | 7–6(7–4), 6–2 |

### Čtyřhra (15 titulů)
| Č.  | datum       | turnaj                               | povrch     | spoluhráčka               | poražené finalistky                             | výsledek         |
| --- | ----------- | ------------------------------------ | ---------- | ------------------------- | ----------------------------------------------- | ---------------- |
| 1.  | březen 2015 | Gainesville, Spojené státy           | antuka     | Ingrid Neelová            | Sofia Keninová Marie Norrisová                  | 6–3, 6–3         |
| 2.  | březen 2015 | Orlando, Spojené státy               | antuka     | Ingrid Neelová            | Kateřina Kramperová Katerina Stewartová         | 6–3, 7–6(7–4)    |
| 3.  | únor 2016   | Cuernavaca, Mexiko                   | tvrdý      | Aleksandrina Najdenovová  | Jelizaveta Jančuková Kateřina Kramperová        | 6–3, 6–2         |
| 4.  | srpen 2016  | Bükfürdő, Maďarsko                   | antuka     | Georgina García Pérezová  | Dalma Gálfiová Réka Luca Janiová                | 6–3, 7–6(7–4)    |
| 5.  | březen 2017 | Mornington, Austrálie                | antuka     | Priscilla Honová          | Jessica Mooreová Varatčaja Vongteančajová       | 6–1, 7–5         |
| 6.  | březen 2018 | Jokohama, Japonsko                   | tvrdý      | Laura Robsonová           | Momoko Koboriová Čihiró Muramacuová             | 5–7, 6–1, [10–4] |
| 7.  | říjen 2019  | Székesfehérvár, Maďarsko             | antuka (h) | Georgina García Pérezová  | Nina Potočniková Nika Radišičová                | 6–1, 7–6(7–4)    |
| 8.  | březen 2020 | Potchefstroom, Jihoafrická republika | tvrdý      | Samantha Murray Sharanová | Berfu Cengizová Paige Houriganová               | 6–1, 6–1         |
| 9.  | září 2020   | Grado, Itálie                        | antuka     | Anna Bondárová            | Federica Di Sarrová Camilla Rosatellová         | 7–5, 6–2         |
| 10. | červen 2021 | Charleston, Spojené státy            | antuka     | Aldila Sutjiadiová        | Rasheeda McAdoová Peyton Stearnsová             | 6–0, 6–4         |
| 11. | Jul 2022    | Palma del Río, Španělsko             | tvrdý      | Valeria Savinychová       | Celia Cerviño Ruizová Justina Mikulskytė        | 7–6(3), 6–2      |
| 12. | únor 2023   | Rome, Spojené státy                  | tvrdý (h)  | Lulu Sunová               | Mana Ajukawová Gabriela Knutsonová              | 6–3, 6–0         |
| 13. | březen 2023 | Toronto, Kanada                      | tvrdý (h)  | Ulrikke Eikeriová         | Maya Jointová Mia Yamakitová                    | 7–6(8–6), 6–0    |
| 14. | květen 2024 | Bonita Springs, Spojené státy        | antuka     | Lulu Sunová               | Valentini Grammatikopoulou Valerija Strachovová | 6–4, 7–5         |
| 15. | srpen 2024  | Maspalomas, Španělsko                | antuka     | Katarzyna Piterová        | Angelica Moratelliová Sabrina Santamariová      | 6–4, 6–2         |

## Finále na juniorském Grand Slamu

### Čtyřhra: 1 (1–0)
| Stav    | rok  | turnaj    | povrch | spoluhráčka    | soupeřky ve finále             | výsledek |
| ------- | ---- | --------- | ------ | -------------- | ------------------------------ | -------- |
| Vítězka | 2015 | Wimbledon | tráva  | Dalma Gálfiová | Tereza Mihalíková Věra Lapková | 6–3, 6–2 |